# Poropuntius ikedai
Poropuntius ikedai är en fiskart som först beskrevs av Harada, 1943.  Poropuntius ikedai ingår i släktet Poropuntius och familjen karpfiskar. Inga underarter finns listade i Catalogue of Life.